# Blaszyk Moraine
Blaszyk Moraine är en kulle i Antarktis. Den ligger i Sydshetlandsöarna. Argentina, Chile och Storbritannien gör anspråk på området. Toppen på Blaszyk Moraine är 32 meter över havet.
Terrängen runt Blaszyk Moraine är huvudsakligen kuperad, men söderut är den platt. Havet är nära Blaszyk Moraine österut. Trakten är glest befolkad. Närmaste befolkade plats är Commandante Ferraz Station, 12,4 kilometer norr om Blaszyk Moraine. 